# Tko to tamo pjeva? (2. sezona)
Druga sezona glazbeno-natjecateljske emisije Tko to tamo pjeva? prikazivala se na Novoj TV od 7. ožujka do 23. svibnja 2025. Sezona je bila najavljena u listopadu 2024.
Voditelj emisije je Frano Ridjan, a panelisti su Alka Vuica, Gianna Apostolski, Luka Nižetić i Goran Vinčić. Emisija je temeljena južnokorejskom izvorniku I can see your voice tvrtke CJ ENM.

## Panelisti
| Epizoda | Panelisti  | Panelisti         | Panelisti        | Panelisti    | Panelisti              |
| Epizoda | 1.         | 2.                | 3.               | 4.           | 5.                     |
| ------- | ---------- | ----------------- | ---------------- | ------------ | ---------------------- |
| 1.      | Alka Vuica | Gianna Apostolski | Luka Nižetić     | Goran Vinčić | Miroslav Škoro         |
| 2.      | Alka Vuica | Gianna Apostolski | Luka Nižetić     | Goran Vinčić | Dražen Zečić           |
| 3.      | Alka Vuica | Gianna Apostolski | Luka Nižetić     | Goran Vinčić | Andrea Šušnjara        |
| 4.      | Alka Vuica | Gianna Apostolski | Luka Nižetić     | Goran Vinčić | Hanka Paldum           |
| 5.      | Alka Vuica | Gianna Apostolski | Luka Nižetić     | Goran Vinčić | Sandi Cenov            |
| 6.      | Alka Vuica | Gianna Apostolski | Ana Begić Tahiri | Goran Vinčić | Nives Celzijus         |
| 7.      | Alka Vuica | Gianna Apostolski | Luka Nižetić     | Goran Vinčić | Alen Bičević           |
| 8.      | Alka Vuica | Gianna Apostolski | Biserka Hajdek   | Goran Vinčić | Fabijan Pavao Medvešek |
| 9.      | Alka Vuica | Gianna Apostolski | Luka Nižetić     | Goran Vinčić | Minea                  |
| 10.     | Alka Vuica | Gianna Apostolski | Luka Nižetić     | Goran Vinčić | Marko Grubnić          |
| 11.     | Alka Vuica | Gianna Apostolski | Luka Nižetić     | Goran Vinčić | Sergej Ćetković        |
| 12.     | Alka Vuica | Gianna Apostolski | Luka Nižetić     | Goran Vinčić | Saša Lozar             |

## Pregled emisija
| Epizoda | Epizoda           | Gost panelist                           | Natjecatelj                                     | Tajni glasovi         | Tajni glasovi              | Tajni glasovi                 | Tajni glasovi                  | Tajni glasovi               | Tajni glasovi                                 | Tajni glasovi                          | Tajni glasovi                       | Tajni glasovi                            |
| #       | Datum             | Gost panelist                           | Natjecatelj                                     | Redosljed eliminacija | Redosljed eliminacija      | Redosljed eliminacija         | Redosljed eliminacija          | Redosljed eliminacija       | Redosljed eliminacija                         | Redosljed eliminacija                  | Redosljed eliminacija               | Pobjednik                                |
| #       | Datum             | Gost panelist                           | Natjecatelj                                     | Prvi dojam            | Playback                   | Playback                      | To sam ja!                     | Tajni studio                | Glasoboj                                      | Ima slike, nema tona                   | Intervju                            | Pobjednik                                |
| ------- | ----------------- | --------------------------------------- | ----------------------------------------------- | --------------------- | -------------------------- | ----------------------------- | ------------------------------ | --------------------------- | --------------------------------------------- | -------------------------------------- | ----------------------------------- | ---------------------------------------- |
| 1.      | 7. ožujka 2025.   | Miroslav Škoro                          | Kristina Bešić ✔ 5 000 €                        | 6. (zlatarka)         | 1. (imitator)              | 8. Anita Nikić (nogometašica) | 7. Franjo Oreški (grobar)      | 5. (sobarica)               | 9. (turistička vodičkinja)                    | 3. Josip Popović (majstor maske)       | 2. Marina Godanj (poljoprivrednica) | 4. Danijel Grozdek (komunalni redar)     |
| 2.      | 14. ožujka 2025.  | Dražen Zečić                            | Vlatka Bolanča ✘ 3 000 €                        | 7. (konobarica)       | 3. (roker u mirovini)      | 5. (šahistica)                | 2. Sanja Azenić (astrologinja) | 8. (uzgajivač pasa)         | 1. (cirkusant)                                | 4. (ljubiteljica automobila)           | 9. (džudašica)                      | 3. Štefan Đurković (profesor udaraljki)  |
| 3.      | 21. ožujka 2025.  | Andrea Šušnjara                         | Krešimir Trunić aka Instruktor Trulac ✔ 5 000 € | 4. (bagerist)         | 3. (numizmatičar)          | 9. (frizerka)                 | 6. (plivačica)                 | 5. (gorska spasiteljica)    | 1. (zaštitar)                                 | 8. (karatist)                          | 2. (soboslikarica)                  | 7. (folklorašica)                        |
| 4.      | 28. ožujka 2025.  | Hanka Paldum                            | Jan Mihaljević ✔ 0 €                            | 2. (stjuardesa)       | 1. Sven Pocrnić (pijanist) | 7. (glumac u mjuziklima)      | 5. (bodybuilder)               | 9. (mađioničar)             | 3. (bajker)                                   | 8. (botaničarka)                       | 4. (bankarica)                      | 6. (dizajnerica interijera)              |
| 5.      | 4. travnja 2025.  | Sandi Cenov                             | Jovana Prpić ✘ 3 000 €                          | 7. (zavarivač)        | 3. (hipnotizerka)          | 6. (biciklistica)             | 8. (vrtlarica)                 | 9. Manuel Crnobrnja (kuhar) | 2. (drvodjelac)                               | 1. (šivačica)                          | 4. (instruktorica vožnje)           | 5. Darus Despot (TV voditelj)            |
| 6.      | 11. travnja 2025. | Nives Celzijus i Ana Begić Tahiri       | Lovro Vuković ✔ 5 000 €                         | 6. (maratonac)        | 4. (motociklist)           | 8. (akrobatkinja)             | 2. (reper)                     | 7. (najčitačica)            | 9. (stolnotenisač)                            | 3. (zborašica)                         | 1. (portirka)                       | 5. Stefany Žužić (skijašica)             |
| 7.      | 18. travnja 2025. | Alen Bičević                            | Melita Rakovac ✔ 5 000 €                        | 6. (vojnikinja)       | 1. (vračara)               | 7. (inspektor)                | 4. (restauratorica)            | 8. (kondukterka)            | 5. Jerko Drljo (break dancer)                 | 9. (kuglačica)                         | 2. (lončar)                         | 3. Samantha Pernek (svatovska pjevačica) |
| 8.      | 25. travnja 2025. | Fabijan Pavao Medvešek i Biserka Hajdek | Tajana Ančurovski ✔ 5 000 €                     | 9. (stomatologinja)   | 2. (sommelierka)           | 7. (studentica prava)         | 6. (taksist)                   | 3. (skladištar)             | 5. Patricia Gašparini (plesačica na štiklama) | 1. (prvi glas Slavonije)               | 4. (flautistica)                    | 8. (dadilja)                             |
| 9.      | 2. svibnja 2025.  | Minea                                   | Ivan Sesar ✔ 5 000 €                            | 3. (kickboxerica)     | 2. (klizač)                | 8. (harmonikaš)               | 5. (mesarica)                  | 1. (kvizašica)              | 9. (eurovizijski fan)                         | 4. (učiteljica)                        | 6. (laborantica)                    | 7. Marin Novaković (vulkanizer)          |
| 10.     | 9. svibnja 2025.  | Marko Grubnić                           | Mateja Đudarić ✔ 5 000 €                        | 4. (kozmetičarka)     | 2. (miss Požege)           | 7. (psihologinja)             | 1. (povjesničar)               | 5. (vatrogasac)             | 8. (kraljica mature)                          | 9. (košarkaš)                          | 6. (odgojiteljica)                  | 3. Sanela Soldo Kovačević (policajka)    |
| 11.     | 16. svibnja 2025. | Sergej Ćetković                         | Paula Mikinac ✔ 5 000 €                         | 9. (špediter)         | 2. (čistačica)             | 7. (modni fanatik)            | 3. (alpinist)                  | 1. (rukometaš)              | 6. (tajnica)                                  | 5. (optičarka)                         | 4. (cheerleadersica)                | 8. Gloria Hršak (trenerica plesa)        |
| 12.     | 23. svibnja 2025. | Saša Lozar                              | Josip Dombaj ✔ 5 000 €                          | 8. (električar)       | 3. (Severinina dvojnica)   | 5. (fitness trenerica)        | 1. (zvončar)                   | 4. (farmaceutkinja)         | 2. (filmofil)                                 | 9. Helena Galovac (navijačica Hajduka) | 6. (saksofonistica)                 | 7. David Balint (gitarist)               |

## Vanjske poveznice
- Službena stranica novatv.dnevnik.hr
- Popis suradnika emisije Tko to tamo pjeva? – Arhivirana inačica izvorne stranice od 17. kolovoza 2024. (Wayback Machine)